# Jean-Marie Lamour
Pour les articles homonymes, voir Lamour.
Jean-Marie Lamour est un acteur français né à Marseille.

## Biographie

### Formation
En 1986, il participe à un stage de Niels Arestrup et en 1987, il suit les cours Jack Garfein, du nom du professeur d'art dramatique américain. En 1991, il tient la vedette du spectacle théâtral Jésus était son nom, mis en scène par Robert Hossein.
Plus tard, en 1992 et 1993, il suivra le stage d'Andréas Voutsinás et, en 1994 et 1995, celui d'Andrzej Żuławski.
Il joue de nombreux seconds rôles à la télévision et au cinéma.
En 2004, il fait partie du jury du festival du film d'aventures de Valenciennes.

## Filmographie

### Cinéma
- 1999 : Monsieur Naphtali de Olivier Schatzky : rôle de Daniel
- 2003 : Rire et Châtiment de Isabelle Doval : rôle de Mickaël
- 2003 : Swimming Pool de François Ozon : rôle de Franck
- 2007 : Asylum de Olivier Château : rôle de l’homme
- 2009 : Tricheuse de Jean-François Davy : rôle de Cédric
- 2010 : Coursier de Hervé Renoh : rôle de le Boss de Sam
- 2010 : The Tourist de Florian Henckel von Donnersmarck : rôle du garçon de café
- 2011 : Les Tribulations d'une caissière de Pierre Rambaldi : rôle du client scout
- 2013 : Hôtel Normandy de Charles Nemes : rôle de Benoit Giraud
- 2017 : Bonne Pomme de Florence Quentin : rôle de Georges

### Télévision
- 1996 : Jamais deux sans toi...t : Aïcha Loudi, le gourou (épisode 40)
- 1997 : Paradis d'enfer : rôle de Maxime
- 1997 : Sous le soleil : rôle de Fred  Gardona
- 2000 : La Femme de mon mari : rôle de Philippe
- 2000 : H : invité (saison 2, épisode 18)
- 2003 : L'Instit (série), épisode 7x01, Terre battue de Pat Le Guen : Jean-Claude
- 2003 : Corps et âmes de Laurent Carcélès : Gilles (alias Philippe)
- 2004 : Boulevard du palais : rôle de Servier (saison 4, épisodes 1 et 2)
- 2004 : B.R.I.G.A.D. : rôle de Michel Salmon (saison 2, épisode 6)
- 2009 : L'Internat : rôle du Professeur Hubert Delambre (saison 1)
- 2010 : Profilage : rôle du Père Fillaud (1 épisode)
- 2011 - 2012 : Victoire Bonnot : rôle de Werner
- 2012 : Mes amis, mes amours, mes emmerdes : rôle de Dominique (1 épisode)
- 2012 : Enquêtes réservées (1 épisode)
- 2013 : Doc Martin (1 épisode)
- 2013 : Les François, téléfilm de Jérôme Foulon
- 2017 : Meurtres dans les Landes : rôle de Marc Hirigoyen
- 2018 : Cherif, saison 5, épisode 1 : balnéo-thérapeute Palace
- 2024 : Plus belle la vie, encore plus belle (saison 1) : Daniel Wellinski

## Théâtre
- 1991 : Jésus était son nom de Robert Hossein
- 2004 : Le Canard à l'orange de William Douglas Home, mise en scène Gérard Caillaud, Théâtre de la Michodière
- 2008 : Le jeu de la vérité 2 de Philippe Lellouche, mise en scène Marion Sarraut, Théâtre de la Renaissance
- 2009 : Hors piste d'Éric Delcourt, Théâtre Fontaine
- 2010 : Le Président, sa femme et moi de Bernard Uzan
- 2011 : Chambres d'hôtes de Gérard Rinaldi et Sylvie Loeillet, mise en scène Éric Civanyan